# Ефимов, Антон Борисович
Антон Борисович Ефимов (17 февраля 1984) — российский футболист, полузащитник.

## Биография
В 2001 году сыграл 12 матчей в команде «Радуга» Великий Новгород в первенстве КФК. В 2003—2004 годах был в составе клуба второго дивизиона «Волочанин-Ратмир» Вышний Волочёк. В 2003 году провёл два матча — 20 мая в гостевой игре Кубка России против «Северстали» (1:2) на 41 минуте получил жёлтую карточку и был заменён после перерыва. 2 июня в гостевой игре 9 тура против тульского «Арсенала» вышел на замену на 89 минуте. В сезоне 2004 года, в июле, провёл 4 матча, во всех выходил на замену во втором тайме. В 2005 году в первенстве ЛФЛ играл за новгородский «Гарант-Спорт». В следующем году выступал в чемпионате Латвии за клуб «Дижванаги», провёл 14 матчей. По возвращении в Россию вновь выступал в первенстве ЛФЛ за новгородские клубы «Гарант-Спорт» (2007—2008, 20 матчей, три гола), «Волхов» (2010, 11 матчей, два гола), СДЮСШОР-2 (2011/12, 22 матча, 2 гола). Далее играл в чемпионате Новгородской области за клубы «Волховец» (2013—2015), «Прокуратура» (2015—2016), «Новгородский район» (2016—2017). С 2017 года — в составе команды «СШ — Электрон» (Великий Новгород), выступающей в третьем дивизионе (в 2019 — «Электрон» в чемпионате Ленинградской области).
Чемпионат России по футзалу 2009/10 в составе «Волхова».
Бо́льшую часть карьеры провёл вместе с младшим братом Сергеем.
Экс-директор спортивной школы «Электрон», по состоянию на 2020 год — директор строительной компании «СБ». Создатель любительского футбольного (8х8, мини-футбол) клуба «Новгород».